# Mário Soares
Mário Soares (n. 7 decembrie 1924, Lisabona, Portugalia – d. 7 ianuarie 2017, Lisabona, Portugalia) a fost un om politic portughez, membru al Parlamentului European în perioada 1999-2004 din partea Portugaliei. A fost prim-ministru al Portugaliei între anii 1976 - 1978 și 1983 - 1985, și președintele Portugaliei din 1986 până în 1996.